# Lijst van legaal voortgezette verzetsbladen na de Tweede Wereldoorlog

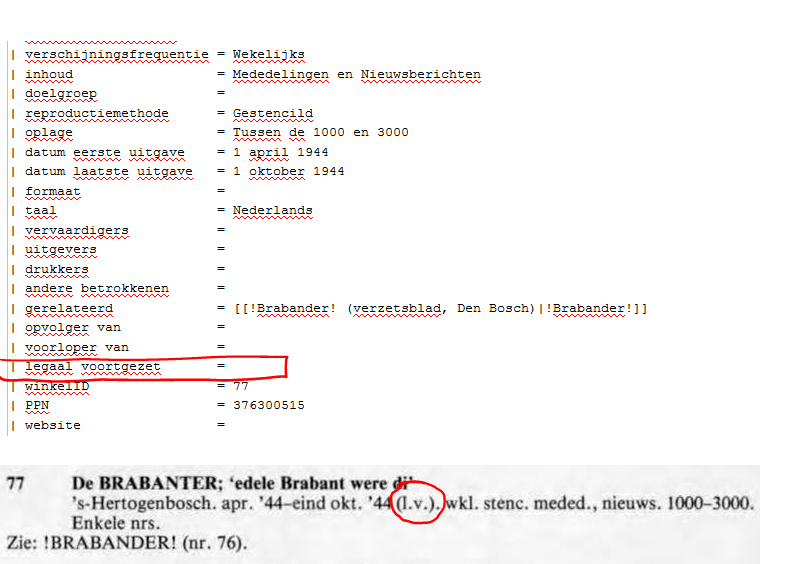
Indicatie van een legale voortzetting (l.v.) van een verzetskrant, rood omcirkeld. Screenshot van Winkelnr 77.

Dit is een overzicht van na de bevrijding legaal voortgezette verzetsbladen in Nederland.
Sommige verzetskranten zijn na de oorlog legaal voortgezet. Dit wordt in De Winkel (full-text op Commons) aangegeven met de afkorting "(l.v.)" (rood omcirkeld in de afbeelding hiernaast, afkomstig van Winkelnr 77). Onderstaande lijst bevat alle krantentitels met dergelijke aanduiding.
| Krantentitel | Plaats van uitgave | Nr. in De Winkel | Legaal voortgezet als                                                                                                 |
| --- | ------------------ | ---------------- | --- |
| Ad interim; tĳdschrift voor letterkunde                                                                                              | Utrecht            | 8                | |
| Afgeluisterd | Putte              | 14               | Legaal voortgezet onder de titel De Zuidwesthoek                                                                      |
| De baanbreker: sociaal-democratisch orgaan                                                                                           | Utrecht            | 31               | |
| Het baken; onafhankelijk orgaan voor principieele voorlichting                                                                       | Amersfoort         | 35               | |
| De bedrijfsgemeenschap | Enschede           | 46               | |
| De bevrijding; weekblad uitgegeven door de Indonesische Vereniging Perhimpoenan Indonesia                                            | Leiden             | 69               | |
| Het Bloemendaalse weekblad: uitgave van Herrijzend Bloemendaal                                                                       | Bloemendaal        | 74               | Legaal voortgezet als Ons Gemeenteblad                                                                                |
| De Brabanter: edele Brabant were di                                                                                                  | 's-Hertogenbosch   | 77               | |
| Christofoor: voor God en vaderland; uitgave voor Amsterdam, Haarlem en omgeving                                                      | Amsterdam          | 108              | |
| Christofoor; voor God en Vaderland                                                                                                   | Amsterdam          | 109              | |
| Het dagblad; "vincit amor patriae"                                                                                                   | Den Haag           | 125              | |
| 'Doorgeven' | Zuidbroek (Gr.)    | 141              | Legaal voortgezet als De Vrije Nederlander                                                                            |
| De eendracht; Concordia res parvae crescunt                                                                                          | Lunteren           | 153              | |
| De eindstrijd | Leeuwarden         | 161              | |
| En passant: tijdelijk verschijnend tijdsverschijnsel met literair karakter / onder red. van Willem Karel van Loon                    | Den Haag           | 164              | |
| Frysk en frij | Utrecht            | 188              | |
| Geïllustreerd Vrij Nederland | IJsselmonde        | 196              | |
| De goede bron; nieuwsblad voor Amstelland en de Vechtstreek                                                                          | Weesp              | 211              | |
| De Gooise koerier; dagelijks nieuwsorgaan van het Oranje-Bulletin voor Hilversum en omgeving                                         | Hilversum          | 215              | |
| Guerilla Scout | Nijmegen           | 218              | |
| De heraut; ik bemin de waarheid en de klaarheid                                                                                      | Hilversum          | 226              | |
| Herrijzend Nederland | Leiden             | 227              | |
| Hollandgruppe Freies Deutschland | Amsterdam          | 235              | |
| Ick waeck; waarin opgenomen Het vrije woord                                                                                          | Vlaardingen        | 247              | |
| Ik zal handhaven | Slagharen          | 249              | |
| Internationale informatie-bladen | Amsterdam          | 252              | |
| Je maintiendrai | Utrecht            | 270              | |
| Jeugd; uitgave van 'De waarheid' | Haarlem            | 275              | |
| Jeugdland; halfmaandelijksch contactblad voor alle Nederlandsche jongeren en leiders van jeugdorganisaties                           | Amsterdam          | 276              | |
| De jonge stem; orgaan der samenwerkende jeugdgroeperingen                                                                            | Wormerveer         | 278              | |
| Het juiste nieuws | Poeldijk           | 280              | |
| Katholiek kompas | Nijmegen           | 286              | |
| Katinpers | Heemstede          | 287              | |
| De Kleefse koerier; vanouds "De Zwarte Omroep"                                                                                       | Ede                | 294              | |
| Klein maar dapper | Amsterdam          | 296              | |
| De koerier | Den Haag           | 305              | |
| De koerier; berichtenblad van 'Je Maintiendrai'                                                                                      | Heerenveen         | 306              | |
| De koerier; berichtenblad van 'Je Maintiendrai'                                                                                      | Leeuwarden         | 307              | |
| De koerier; streekblad voor de Hoeksche Waard e.o.                                                                                   | Oud-Beijer1and     | 308              | |
| Kroniek van de week; 'Vriheyt en is om gheen gelt te coop'                                                                           | Bodegraven         | 324              | |
| Kroniek van de week; vriheyt en is om gheen gelt te coop                                                                             | Leiden             | 326              | |
| Het laatste nieuws; verschijnt in geheel Zuid-Holland                                                                                | Maassluis          | 346              | |
| Het laatste nieuws | Wateringen         | 349              | |
| Libertas; maandschrift voor het koninkrijk der Nederlanden                                                                           | Den Haag           | 364              | |
| De lichtstraal | Monster            | 371              | |
| Luctor et emergo | Nieuw-Leusen       | 388              | |
| De luistervink; en toch draait zij                                                                                                   | Vlaardingen        | 395              | |
| De mare; periodiek van het voormalige nieuwsbulletin "The Home Service"                                                              | Leiden             | 405              | |
| Metro | Amsterdam          | 421              | |
| Mitteilungsblatt der Interessengemeinschaft Anti-Faschistischer Deutscher                                                            | Amsterdam          | 426              | Voortgezet onder de titel: Mededelingen van de V.D.S.A.                                                               |
| Moed en vertrouwen | Maasbree           | 430              | |
| 'Het morgennieuws' | Laren (N-H)        | 434              | |
| De morgenpost met het laatste nieuws                                                                                                 | Wassenaar          | 437              | |
| De nationale eenheid; dagelijks nieuws                                                                                               | Drachten           | 443              | |
| De Nederlandsche gedachte; onder auspiciën van De patriot                                                                            | Amsterdam          | 460              | |
| De nieuwe Amsterdammer; voortzetting van Op wacht in Amsterdam                                                                       | Amsterdam          | 468              | |
| De nieuwe gids | Amsterdam          | 471              | Voortgezet onder de titel: De voorpost : marxistisch orgaan                                                           |
| 'Het nieuws' | Den Haag           | 483              | |
| Het nieuws | Honselersdijk      | 485              | |
| Het nieuws | Schagen            | 486              | |
| Nieuwsblad voor Midden-Salland | Raalte             | 514              | |
| De nieuwsbode; orgaan van de vrije pers                                                                                              | Utrecht            | 520              | |
| Nieuwsbulletin | Gorinchem          | 530              | |
| Het nieuwsbulletin | Naaldwijk          | 534              | |
| Onder de loupe | Amsterdam          | 559              | |
| De ondergrondsche koerier; Oranje boven!                                                                                             | Apeldoorn          | 564              | |
| Ons Indië; officieel orgaan der Stichting Vereenigde Indië-Vrijwilligers                                                             | Haarlem            | 570              | |
| Ons vrije Nederland | Utrecht            | 583              | |
| Op wacht; voor God-Nederland-Oranje                                                                                                  | Den Haag           | 592              | |
| De opdracht; tijdschrift gewijd aan het nieuwe Indië                                                                                 | Den Haag           | 596              | |
| De Oranje gids; voor; vrijheid, waarheid en recht                                                                                    | Boskoop            | 620              | |
| Oranjekoerier | Oegstgeest         | 622              | |
| Overtocht; communicatiemiddel voor kunst en wetenschap                                                                               | Maastricht         | 630              | |
| O.Z.O.; Oranje zal overwinnen | Hardinxveld        | 634              | |
| Paraat | Amsterdam          | 639              | |
| Parade der profeten | Utrecht            | 645              | |
| Het Parool; vrij onverveerd | Almelo             | 647              | |
| Het parool; vrij onverveerd | Den Haag           | 648              | |
| Het Parool; vrij onverveerd | Dordrecht          | 652              | |
| Het Parool; vrij onverveerd | Enschede           | 653              | |
| Het Parool; speciaal nieuwsbulletin voor 's-Gravenhage en omstreken                                                                  | Den Haag           | 654              | |
| Het Parool; extra editie voor Rotterdam en omstreken                                                                                 | Rotterdam          | 661              | |
| Het parool; editie voor Utrecht en omstreken                                                                                         | Utrecht            | 663              | |
| De patriot | Heemstede          | 671              | |
| De ploeg; orgaan van Democratisch Socialistische Jongeren                                                                            | Zaandam            | 678              | |
| Podium; literair maandblad | Leeuwarden         | 679              | |
| Radio Oranje; orgaan voor strijdend Nederland: dagelijksche editie                                                                   | Amsterdam          | 701              | Na de bevrijding voortgezet als Amsterdamsch Dagblad                                                                  |
| De rattelwacht | Heerenveen         | 707              | Na de bevrijding werd de titel gewijzigd in De Tsjerne (De Karn)                                                      |
| De rode october: orgaan van het Comité van Revolutionnaire Marxisten (CRM)                                                           | Rotterdam          | 717              | |
| De schildwacht; onafhankelijk Nederlandsch weekblad                                                                                  | Amsterdam          | 729              | |
| Scholing en strijd; veertiendaags tijdschrift gewijd aan de vraagstukken van de arbeidersbeweging                                    | Amsterdam          | 730              | |
| De sirene | Heusden            | 739              | |
| De sirene | Oss                | 740              | |
| Slaet op den trommele | Utrecht            | 741              | |
| De sneeuwbalbrief | Deventer           | 743              | |
| Sol justitiae; het Utrechts studentenblad                                                                                            | Utrecht            | 748              | |
| Spartacus; maandschrift voor de revolutionnair socialistische arbeidersbeweging / Communistenbond "Spartacus"                        | Amsterdam          | 754              | |
| De stem; voor God, koningin en vaderland                                                                                             | Bergen op Zoom     | 764              | |
| De stem; dagelijks nieuwsblad voor 's-Gravenhage en omstreken                                                                        | Den Haag           | 766              | |
| De stem van Londen | Zwolle             | 768              | |
| De stiennen man; nasionael bled | Hemrik             | 778              | |
| Strijdend Nederland | Elburg             | 787              | |
| Strijdend Nederland | Hengelo (Ov.)      | 788              | |
| Strijdend Nederland; het contact met de vrije wereld                                                                                 | Kampen             | 789              | |
| Strijdend Nederland; men rekent de uitslag niet, doch telt het doel alleen                                                           | Leiden             | 790              | |
| Telex | Den Haag           | 800              | |
| Telex | Den Haag           | 801              | |
| Telex | Groot-Ammers       | 803              | |
| Toekomst; weekblad voor strijdend Nederland                                                                                          | Delft              | 810              | |
| Trouw | Enschede           | 836              | |
| Trouw; speciale uitgave voor 's-Gravenhage en omstreken                                                                              | Den Haag           | 839              | |
| Trouw; speciale uitgave voor Haarlem en omstreken                                                                                    | Haarlem            | 843              | |
| Trouw; speciale uitgave voor Overijssel                                                                                              | Almelo             | 846              | |
| Trouw | Meppel             | 857              | |
| Trouw; speciale uitgave voor Rotterdam en omstreken                                                                                  | Rotterdam          | 862              | |
| Trouw; speciale Utrechtsche uitgave                                                                                                  | Utrecht            | 870              | |
| Trouw-mededeelingen | Amsterdam          | 884              | |
| De typhoon | Zaandam            | 887              | |
| De uitkijk; weekblad van illegale strijders                                                                                          | Haarlem            | 892              | |
| Vaart: halfmaandelĳks orgaan van de socialistische jongeren                                                                          | Zaandam            | 896              | In de zomer van 1945 opgegaan in Een                                                                                  |
| Veritas | Delft              | 913              | |
| De vonk; 'uit de vonk zal de vlam oplaaien' (Poesjkin)                                                                               | Amsterdam          | 937              | |
| De Vonk; 'Hier is de vonk, die de toorts weer ontsteekt'                                                                             | Den Haag           | 944              | |
| Voor God en koning | Woerden            | 947              | |
| Voor koningin en vaderland; voor vrijheid, waarheid en recht                                                                         | 's-Hertogenbosch   | 951              | |
| Voor waarheid, vrijheid en recht | Barneveld          | 956              | |
| De voorlichter | Leerdam            | 959              | |
| Vrij Nederland; Nederland-Oranje | Amsterdam          | 965              | |
| Vrij Nederland; nieuwsbulletin voor Kennemerland                                                                                     | Beverwijk          | 969              | |
| Vrij Nederland; nieuw bulletin voor West-Friesland                                                                                   | Hoorn              | 977              | Samen met Vrij Nederland; nieuwsbulletin (uit Spanboek, zie Winkel nr. 985) voortgezet als de Vrije Hoornsche Courant |
| Vrijbuiter | Giessendam         | 990              | |
| De vrije Alkmaarder; uitgave van Het Parool, Vrij Nederland en ROBU                                                                  | Alkmaar            | 998              | |
| De vrije jeugd; uitgave van het Jeugdcomité                                                                                          | Amersfoort         | 1011             | |
| De vrije katheder; bulletin ter verdediging van de Universiteiten                                                                    | Amsterdam          | 1013             | |
| De vrije kunstenaar; religieus en politiek onafhankelijk orgaan van de Nederlandsche kunstenaars, waarin opgenomen de Brandarisbrief | Amsterdam          | 1019             | |
| De vrije pers | Alkmaar            | 1024             | |
| De vrije pers | Deurne             | 1026             | Deurnesche Courant |
| De vrije pers | Dordrecht          | 1027             | |
| De vrije pers; bulletin van de samenwerkende organen De Frontloupe, Het Parool, Trouw, Vrij Nederland en De Waarheid                 | Amsterdam          | 1035             | |
| De vrije stem | Oosterhout         | 1041             | |
| Vrije stemmen uit de Ganzestad | Goes               | 1045             | |
| Het vrije volk; sociaal-democratisch orgaan                                                                                          | Enschede           | 1047             | |
| Het vrije volk; sociaal-democratisch orgaan                                                                                          | Hengelo (Ov.)      | 1049             | |
| 'De Vrijheid'; bulletin voor Amsterdam en omgeving                                                                                   | Amsterdam          | 1052             | |
| De vuurpijl; het weekblad voor werkend Nederland                                                                                     | Rotterdam          | 1067             | |
| De waarheid | Amsterdam          | 1071             | |
| De waarheid | Amsterdam          | 1072             | |
| De waarheid; editie voor de mijnstreek                                                                                               | Brunssum           | 1074             | |
| De waarheid | Bussum             | 1075             | |
| De waarheid | Den Haag           | 1077             | |
| De waarheid | Leeuwarden         | 1078             | |
| De waarheid | Utrecht            | 1082             | |
| De waarheid | Zaandam            | 1083             | |
| De waarheid | Zutphen            | 1084             | |
| De waarheid | Hoorn              | 1086             | |
| Werkend Nederland; propaganda-orgaan voor de Eenheidsvakbeweging                                                                     | Enschede           | 1110             | |
| Werkend Nederland; propaganda-orgaan voor de Eenheidsvakbeweging                                                                     | Zaandam            | 1111             | |
| Werkend Nederland; discussie-orgaan voor de Eenheidsvakbeweging                                                                      | z.p.               | 1112             | |
| De werker | Arnhem             | 1113             | |
| Zaans groen | Zaandijk           | 1116             | |
| 'De zwarte omroep'; sub tuum praesidium                                                                                              | Oosterbeek         | 1124             | |
| De zwijger | Venray             | 1127             | |
| Ongetiteld verzetsblad | Nijmegen           | 1161             | |